# Equipo de Copa Billie Jean King de Chile
El equipo chileno de Copa Billie Jean King es el representativo de dicho país en el campeonato mundial de tenis y en los torneos femeninos a nivel de naciones. Su organización está a cargo de la Federación de Tenis de Chile.
Ha participado en las ediciones de 1968, 1974, 1977, 1978, 1984 a 1987 y en todas desde 1991. Su mejor resultado ha sido llegar a los octavos de final en 1978.

## Historia
El equipo debutó en la Fed Cup, fundada en 1963, el 21 de mayo de 1968 en la sexta edición ante Bulgaria con Michelle Boulle y Margarita Bender, cayendo por 2-1 en la ciudad de París en Francia por la primera ronda general.
En 1973 estaba inscrito, pero no se presentó en Alemania Occidental por motivos de seguridad debido a la Guerra Fría.
Su primera victoria en el torneo fue ante Uruguay por 3-0 en Australia en su cuarta participación, en 1978, en la primera ronda general, con Silvana Urroz y Leyla Musalem. Llegó a los octavos de final en la misma edición ante Países Bajos con igual formación, cayendo por 3-0.
En 1996 fue el anfitrión de la Zona Americana I, en el Club Palestino, ubicado en la comuna de Las Condes en la ciudad de Santiago, cuando clasificó a la repesca del Grupo Mundial II ante Croacia, cayendo por 5-0. Lo volvió a ser en 2020 en el mismo lugar.

## Estadísticas
- Notas: Actualizado hasta 2023 (serie Bolivia-Chile).

### Series
| Jugadora más joven    | Carolina Espinoza, con 14 años y 325 días                         |
| Jugadora más veterana | Margarita Bender, con 39 años y 49 días                           |
| Partido más largo     | Valentina Castro cae ante Marcela Rodezno (ESA) 3 h 17 min (2002) |
| Serie más larga       | 7 h 0 min ante El Salvador (2002)                                 |

### Desempeño
| Series     | Total       |
| ---------- | ----------- |
| Victorias  | 79 (52.7 %) |
| Derrotas   | 71 (47.3 %) |
| Disputadas | 150         |

### Más encuentros
Su mejor rendimiento lo tiene ante los equipos cubano y uruguayo (83 %), y su bestia negra es el canadiense (0 %).
- Notas: Son contados los choques jugados.

| N.º | Equipo      | Series | Victorias | Derrotas |
| --- | ----------- | ------ | --------- | -------- |
| 1   | Brasil      | 13     | 4         | 9        |
| 2   | Venezuela   | 11     | 6         | 5        |
| 3   | México      | 10     | 7         | 3        |
| 3   | Colombia    | 10     | 3         | 7        |
| 5   | Puerto Rico | 8      | 6         | 2        |

| N.º | Equipo   | Series | Victorias | Derrotas |
| --- | -------- | ------ | --------- | -------- |
| 6   | Cuba     | 6      | 5         | 1        |
| 6   | Uruguay  | 6      | 5         | 1        |
| 6   | Bolivia  | 6      | 3         | 3        |
| 6   | Paraguay | 6      | 1         | 5        |
| 6   | Canadá   | 6      | 0         | 6        |

## Capitanes
Lista cronológica (incompleta):
- Notas: Son considerados cuando dirigieron al equipo en alguna serie.

| (...) - 2000: Paulina Sepúlveda - 2001: Macarena Miranda - 2002: Luis Guzmán - 2003: Patricio Apey - 2004: Belus Prajoux - 2005-2006: Melisa Castro | - 2007: Eduardo Aspillaga - 2008-2010: Carlos Marchant - 2011: Paolo Massaro - 2012: Alejandro Rossi - 2013: Guillermo Gómez - 2014-2016: Belus Prajoux - 2017: Belén Ludueña - 2018-presente: Jorge Ibáñez |

## Plantel
| Jugador          | Individuales | Dobles |
| ---------------- | ------------ | ------ |
| Daniela Seguel   | 16-16        | 8-4    |
| Alexa Guarachi   | 2-2          | 11-5   |
| Antonia Vergara  | 1-0          | 1-1    |
| Fernanda Labraña | 2-3          | 0-1    |
| Paloma Goldsmith | 1-0          | 0-0    |

## Palmarés

### Equipo absoluto
- Copa Osorio: 1957[19]

### Equipo panamericano
- Juegos Panamericanos:

INDIVIDUAL
- -  Medalla de bronce ganada por Leyla Musalem en México 1975.

DOBLES
- -  Medalla de plata ganada por Paula Cabezas y Bárbara Castro en Winnipeg 1999.
  -  Medalla de bronce ganada por Paula Cabezas y Bárbara Castro en La Habana 1991.

DOBLES MIXTOS
- -  Medalla de oro ganada por Alexa Guarachi y Nicolás Jarry en Lima 2019.
  -  Medalla de plata ganada por Andrea Koch y Guillermo Rivera Aránguiz en Guadalajara 2011.

EQUIPOS
- -  Medalla de plata en Mar del Plata 1995.
  -  Medalla de bronce en La Habana 1991.

### Equipo odesur
- Juegos Suramericanos:

INDIVIDUAL
- -  Medalla de oro ganada por Paula Cabezas en Lima 1990.
  -  Medalla de oro ganada por Paula Cabezas en Valencia 1994.
  -  Medalla de oro ganada por Cecilia Costa en Medellín 2010.
  -  Medalla de plata ganada por Paulina Sepúlveda en Santiago 1986.
  -  Medalla de plata ganada por Daniela Seguel en Cochabamba 2018.
  -  Medalla de bronce ganada por Manola Murillo en Rosario 1982.
  -  Medalla de bronce ganada por Macarena Miranda en Santiago 1986.
  -  Medalla de bronce ganada por María Alejandra Quezada en Valencia 1994.
  -  Medalla de bronce ganada por Paula Cabezas en Cuenca 1998.
  -  Medalla de bronce ganada por Bárbara Castro en Cuenca 1998.
  -  Medalla de bronce ganada por Fernanda Brito en Medellín 2010.
  -  Medalla de bronce ganada por Fernanda Brito en Cochabamba 2018.

DOBLES
- -  Medalla de oro ganada por Paula Cabezas y Melisa Castro en Lima 1990.
  -  Medalla de oro ganada por Bárbara Castro y María Fernanda Quezada en Valencia 1994.
  -  Medalla de oro ganada por Paula Cabezas y Bárbara Castro en Cuenca 1998.
  -  Medalla de oro ganada por Fernanda Brito y Cecilia Costa en Medellín 2010.
  -  Medalla de oro ganada por Alexa Guarachi y Daniela Seguel en Cochabamba 2018.
  -  Medalla de plata ganada por Patricia Hermeda y Shirley Echaiz en La Paz 1978.
  -  Medalla de plata ganada por Manola Murillo y Paulina Sepúlveda en Rosario 1982.
  -  Medalla de bronce ganada por Daniela Seguel y Fernanda Labraña en Asunción 2022.

DOBLES MIXTOS
- -  Medalla de oro ganada por Paula Cabezas y Marco Colignion en Lima 1990.
  -  Medalla de plata ganada por Manola Murillo y Claudio Santibáñez en Rosario 1982.
  -  Medalla de plata ganada por Camila Silva y Nicolás Jarry en Santiago 2014.
  -  Medalla de bronce ganada por Melisa Castro y Gonzalo Fernández en Lima 1990.
  -  Medalla de oro ganada por Andrea Koch y Jorge Aguilar en Santiago 2014.
  -  Medalla de plata ganada por Alexa Guarachi y Gonzalo Lama en Cochabamba 2018.

EQUIPOS
- -  Medalla de oro en Lima 1990.
  -  Medalla de oro en Valencia 1994.
  -  Medalla de plata en Lima 1978.
  -  Medalla de plata  en Cuenca 1998.

### Equipo sub-12
- Campeonato Sudamericano de Tenis (1): 2018